# Josef Kocman
Josef Kocman (19. ledna 1891, Předín – 26. září 1942, Berlín, přezdíván Eman) byl český úředník, manažer, diplomat a voják.

## Biografie
Josef Kocman se narodil v roce 1891 v Předíně u Třebíče, jeho otcem byl soustružník Michael Kocman, matkou byla Antonie Kocmanová. Josef Kocman odešel s rodinou v dětství do Přerova, odkud pocházel jeho otec. V roce 1910 odmaturoval na gymnáziu v Přerově a téhož roku nastoupil na právnickou fakultu vídeňské univerzity, v roce 1914 ale studia musel přerušit, protože musel narukovat do armády a odešel na ruskou frontu. V roce 1915 byl zajat a přidělen do pracovního tábora, v roce 1916 vstoupil do československých legií, posléze bojoval u Zborova, později byl také při cestě ze štábu zatčen a uvězněn, propuštěn byl roku 1918 a vrátil se do Československa.
Od roku 1919 pracoval na ministerstvu národní obrany a na Právnické fakultě Karlovy univerzity dokončil mezi lety 1919 a 1923 studia práv. V roce 1925 odešel z pozice úředníka na ministerstvu a odešel do Brna, kde nastoupil do Československé zbrojovky. V roce 1928 byl povýšen do pozice generálního tajemníka a následně pak v roce 1933 do pozice administrativního ředitele, v letech 1932 až 1935 pracoval na Slovensku, kde řídil stavbu závodů Zbrojovky. V srpnu roku 1935 byl jmenován honorárním konzulem Mexika. Od dubna roku 1939 pracoval pro Zbrojovku v Praze. Během druhé světové války působil v Obraně národa, kde finančně podporoval československý odboj, zajistil také financování z prostředků Zbrojovky. Za tuto činnost byl v říjnu roku 1939, na základě udání, zatčen gestapem a uvězněn v Brně ve Špilberku a Kounicových kolejích a následně ve Vratislavi. Odsouzen pak byl v roce 1942 a v září téhož roku byl popraven.
Byl vyznamenán Křížem sv. Jiří IV. stupně, Československým válečným křížem 1939, v ulici Pod vyhlídkou v Praze byl odhalen Kámen zmizelého pro Josefa Kocmana, jeho jméno je také uvedeno na pomníku obětem zaměstnancům Zbrojovky v Brně na Lazaretní ulici.